# Генрі Кісекка
Генрі Кісекка (англ. Henry Kisekka, нар. 31 серпня 1989, Кампала) — угандійський футболіст, нападник клубу «Гокулам Керала». Виступав, зокрема, за клуб УРА, а також національну збірну Уганди.

## Клубна кар'єра
Народився 31 серпня 1989 року в місті Кампала. Вихованець футбольної школи клубу «Вілла», який виступав у Суперлізі Уганди. У дорослому футболі дебютував 2008 року виступами за команду клубу УРА, в якій провів три сезони. За цей час двічі вигравав Суперлігу Уганди (2009, 2011). 

### Вояж до В'єтнаму
По завершенні сезону 2010/11 років перебрався до В'єтнаму, де уклав договір з місцевим клубом «Хоафат». У 2012 році приєднався до складу «Донгная», де швидко став провідним гравцем атакувальної лінії клубу. Відзначився 11-а голами та допоміг клубу підвищитися в класі. У 2014 році залишив команду.

#### «Куангнам»
До 6-о туру не відзначився жодним голом, проте вже станом на завершення 9-о туру відзначився 4-а голами, завдяки чому став 8-м найкращим бомбардиром В-Ліги. Після цього відзначився ще 5-а голами, внаслідок чого по завершенні сезону на рахунку Генрі було вже 9 голів. У сезоні 2015 року в складі «Куангнама» відзначився 1 голом, через низьку результативність повернувся на батьківщину, де зайнявся пошуком нового місця роботи. Одним з варіантів для подальшої кар'єри Кісекки став «Донгнай», куди угандієць повернувся в червні 2015 року.

#### Подальша кар'єра у В'єтнамі
У 2016 році підписав контракт з «Біньзионгом». З 2016 по 2017 рік виступав за «Лонган» та «Кантхо».

### Вояж в Індію

#### «Гокулам Керала»
У лютому 2018 року перейшов до клубу І-Ліги «Гокулам Керала», де повинен був замінити нігерійця Одафа Околіє. Дебютував у складі нового клубу в програному (0:1) виїзному поєдинку проти НЕРОКи. А дебютним голом за «Гокулам Керала» відзначився в наступному матчі, проти «Мохун Баган», на 90-й хвилині матчу, чим допоміг своєму клубу вирвати перемогу. Особливо комфортно Генрі себе почував після того як отримував м'яч після виконання вкидань з-за бокової лінії. 15 березня 2018 року відзначився голом у кваліфікації до вирішальних матчів Суперкубка Індії 2018 року, у ворота «Норт-Іст Юнайтед».

#### «Мохун Баган»
7 квітня 2018 року підписав контракт з іншим колективом індійської Супеліги, «Мохун Баган». 4 березня 2019 року отримав статус вільного агента.

#### «Гокулам Керала»
До складу «Гокулам Керала» повернувся 2019 року. 

## Виступи за збірну
2010 року дебютував в офіційних матчах у складі національної збірної Уганди. Викликався на матчі кваліфікації чемпіонату світу 2014.

## Статистика виступів

### Статистика виступів за збірну
| Дата       | Місто        | Господарі | Результат | Гості  | Турнір           | Голи | Примітки |
| ---------- | ------------ | --------- | --------- | ------ | ---------------- | ---- | -------- |
| 29-11-2010 | Дар-ес-Салам | Ефіопія   | 1 – 2     | Уганда | CECAFA Cup       | 1    | 64'      |
| 2-12-2010  | Дар-ес-Салам | Малаві    | 1 – 1     | Уганда | CECAFA Cup       | -    | ?'       |
| 12-12-2010 | Дар-ес-Салам | Ефіопія   | 3 – 4     | Уганда | CECAFA Cup       | 1    |          |
| 1-6-2013   | Триполі      | Лівія     | 3 – 0     | Уганда | товариський матч | -    | 46'      |
| Усього     |              | Матчів    | 4         |        | Голів            | 2    |          |

## Досягнення

### Клубні
«Мохун Баган»
- Футбольна ліга Колькатти
  -  Чемпіон (1): 2018/19[8]

«Гокулам Керала»
- Кубок Дюранда
  -  Володар (1): 2019[9]